# Georges Coste
Pour les articles homonymes, voir Coste.
 (juin 2023).
Si vous disposez d'ouvrages ou d'articles de référence ou si vous connaissez des sites web de qualité traitant du thème abordé ici, merci de compléter l'article en donnant les références utiles à sa vérifiabilité et en les liant à la section « Notes et références ».
Pas d'image ? Cliquez ici

a Compétitions nationales et continentales officielles uniquement.

Dernière mise à jour le 24 janvier 2025.
Georges Coste, né le 7 décembre 1943 à Corbère-les-Cabanes, est un joueur français de rugby à XV, évoluant au poste de demi de mêlée. Il se reconvertit par la suite en tant qu'entraîneur.

## Biographie
Né à Corbère-les-Cabanes, il fut joueur à l'USA Perpignan et a l'US Thuir, et international junior. Il dut mettre un terme à sa carrière en raison d'une blessure et devint entraîneur.
Il passa par l'USAP, le Stade français et, entre les deux, par l'équipe nationale d'Italie. Il remporta d'ailleurs la première victoire italienne de l'histoire contre le XV de France en 1997 (32-40), laquelle eut une importance décisive dans l'intégration de l'Italie dans le Tournoi des Six Nations en 2000. Il fut longtemps professeur d'éducation physique. Depuis 2006 il travaille pour la fédération italienne de rugby à XV comme superviseur des jeunes joueurs.